# 自转车安全利用促进及自转车等驻车对策综合的推进相关法律
自转车安全利用促进及自转车等驻车对策综合的推进相关法律（日语：自転車の安全利用の促進及び自転車等の駐車対策の総合的推進に関する法律）是日本政府于1980年11月25日颁布的法律。该标题在1994年修订后开始使用。
该法旨在制定必要措施，以改善与自行车相关的道路交通环境，加强交通安全，确保自行车行车安全，全面推广自行车等的停车措施，防止与自行车相关的交通事故。该法同时可以美化市容环境（例如车站前广场），防止其社会机能弱化，更有助于自行车使用者的便利并促进自行车的消费。
虽然在名义上说是在“促进自行车的安全使用”，但实质上是针对自行车停车问题的对策。所以，其实市政当局是在根据该法对自行车停放问题施行管辖权。
1980年颁布的标题为《自转车安全利用促进及自转車驻车场整备相关法律》（自転車の安全利用の促進及び自転車駐車場の整備に関する法律），也称《旧自转车法》，现行法则称《修正自转车法》。为纪念1981年5月旧法开始施行，之后又设立了自行车月。

## 内容
- 第一条 目的
- 第二条 定义
- 第三条 国家和地方当局的责任
- 第四条 良好的自行车交通网的形成
- 第五条、第六条 促进自行车等停车措施的全面推广
- 第七条 综合计划
- 第八条 自行车等停车对策协商会
- 第九条 自行车等停车场的结构和设备标准
- 第十条 城市规划等方面的考虑
- 第十一条 加强交通安全
- 第十二条 自行车等使用者的责任
  - 使用自行车的人应尽量安全地使用自行车，并遵守“道路交通法”和其他法律法规，尽可能不对行人造成伤害。
  - 自行车等的使用者应尽可能不将自行车等放置在规定的自行车停车场以外的场所。
  - 使用自行车的人必须按照国家公共安全委员会的规定，并接受由县公安委员会指定的自行车使用者进行的“防犯登记”。
- 第13条 确保自行车安全
- 第14条 自行车制造商等的责任
- 第15条 国家的补贴措施等
- 附则